# Arhopala anicius
Arhopala anicius är en fjärilsart som beskrevs av Hans Fruhstorfer 1914. Arhopala anicius ingår i släktet Arhopala och familjen juvelvingar. Inga underarter finns listade i Catalogue of Life.